# مركز نازك الحريري الخيري للتربية الخاصة
تأسس مركز نازك الحريري الخيري للتربية الخاصة على يد نازك الحريري عام 1985م في عمان - الأردن. يقدم الاستشارات الفنية للمؤسسات داخل وخارج الأردن. يقوم هذا المركز بتزويد الطلاب من ذوي الإحتياجات الخاصة بالرعاية الاجتماعية و التعليم و التأهيل والرعاية الترفيهية من خلال مساعدتهم على اكتساب مهارات الحياة اليومية بالإضافة إلى المهارات الأكاديمية و المهنية. 